# Relaciones Costa Rica-Grecia
Las relaciones Costa Rica-Grecia son las relaciones exteriores entre Costa Rica y Grecia.

## Historia
Los dos países establecieron relaciones diplomáticas el 2 de julio de 1965.

## Diáspora
Según estimaciones, en Costa Rica viven unos 250 griegos (de los cuales 40 son griegos de primera generación).

## Misiones diplomáticas residentes
- Costa Rica está acreditada en Grecia, desde su embajada en Roma, Italia.[1]
- Grecia está acreditada en Costa Rica, desde su embajada en Ciudad de Panamá, Panamá.[1]